# NGC 5381
NGC 5381 (другие обозначения — OCL 915, ESO 133-SC11) — рассеянное скопление в созвездии Центавр.
Этот объект входит в число перечисленных в оригинальной редакции «Нового общего каталога».